# Битва при Данки
Битва при Данки — боевое столкновение сил империи Джолоф и её вассала Кайора в 1549 году. Итогом битвы стало окончание доминирования империи Джолоф в регионе и освобождения её вассалов, а именно: уже упомянутого Кайора, Баола, Салума, Сине, Вули, Ниани и Ваало.

## История
Правитель Кайора Деце Фу Ньогу Фолл (правил в 1549 году) долгое время не выплачивал назначенную дань империи Джолоф. Его сын Амари Нгони решает отправиться во главе своей армии в Джолоф в том же 1549 году. Армия была набрана с помощью его дяди Ниохора Ндиайе, правителя Баола.
Армия Амари Нгони решила перемещаться скрытно, идя не прямо к столице империи Уархоху, а через восток, где находилось озеро Данки. В тех территориях Амари оставил большее количество своих войск, в Уархоху он вошёл с небольшим сопровождающим отрядом.
Преподнесённую дань правитель империи Джолоф тех времён Лиле Фули Фак оскорбительно отверг и отказался от неё, на что Амари Нгони заявил, что «отныне народ Кайора в таком вожде не нуждается».
Будучи оскорблённым, Лиле Фули Фак послал свою армию, которая устроила преследование солдат Амари Нгони. Он заманивал вражеские войска к своим тайникам с дротиками и подбирал оставленные боеприпасы и бойцов, оставленных до этого в той территории. В конце концов они дошли до озеро Данки, где к Амари присоединилась вся армия Кайора, и армия Джолофа была разбита.
Амари Нгони был радостно встречен по его возвращении в Кайор. Его вместе с отцом объявили дамелем (победителем). В будущем Амари также успешно отражал атаки империи Джолоф.